# Buergeria japonica
Buergeria japonica är en groddjursart som först beskrevs av Hallowell 1861.  Buergeria japonica ingår i släktet Buergeria och familjen trädgrodor. IUCN kategoriserar arten globalt som livskraftig. Inga underarter finns listade.